# Grounded Theory
Grounded Theory (zum Problem der Übersetzung siehe unten) ist ein sozialwissenschaftlicher Ansatz zur systematischen Sammlung und Auswertung vor allem qualitativer Daten (Interviewtranskripte, Beobachtungsprotokolle) mit dem Ziel der Theoriegenerierung. Sie stellt dabei keine einzelne Methode dar, sondern eine Reihe ineinandergreifender Verfahren. Oft wird die Grounded Theory als eine Methodologie der qualitativen Sozialforschung bezeichnet. Es handelt sich dabei um einen Forschungsstil, welcher eine pragmatische Handlungstheorie mit bestimmten Verfahrensvorgaben kombiniert. Dieses Verfahren basiert auf der Theorie des Symbolischen Interaktionismus. Ziel ist es, eine realitätsnahe Theorie zu entwickeln, um diese für die Praxis anwendbar zu machen und insofern die Theorie-Praxis-Schere zu mindern. Grundlegendes Erkenntnisinteresse ist nicht die Rekonstruktion subjektiver Sichtweisen, sondern es sollen ihnen zugrundeliegende (soziale) Phänomene sichtbar gemacht werden.
Weitere Ziele sind:
- Theorieentwicklung aus gesammelten Daten;
- Schaffung von erklärenden Theorien für menschliches Verhalten, Verhaltensmuster und sozialer Prozesse;
- Modifizieren (Abwandlung / Einschränkung) oder Ausweitung bestehender Theorien;
- Untersuchung der Interaktion, des Sozialverhaltens und der Erfahrungen von Menschen.

## Grounded Theory als datengestützte Theoriebildung
Im Deutschen wird der Begriff als „Grounded Theory“ verwendet oder aber als „gegenstandsbezogene Theoriebildung“ oder „datengestützte Theoriebildung“ übersetzt. „Grounded“ im Namen „Grounded Theory“ soll auf die Verankerung der Theoriebildung in der Empirie, in den Daten hinweisen. Die englische Bezeichnung „Theory“ ist doppeldeutig, da es sich sowohl um eine Methode der Theoriebildung als auch um eine Theorie selbst handelt. Eine vielleicht treffendere, jedoch zu umständliche Formulierung lautet „Forschungsstil zur Erarbeitung von in empirischen Daten gegründeten Theorien“.

## Entstehung und Grundkonzepte
Entstanden ist die Grounded Theory Anfang der 1960er Jahre in Chicago, als Anselm Strauss, ein Schüler von Herbert Blumer, in Zusammenarbeit mit Barney G. Glaser medizinsoziologische Studien durchführte und das dabei entwickelte Instrumentarium systematisierte.
Kategorien und das Kodieren spielen eine zentrale Rolle im Ansatz von Glaser und Strauss.
Zur Entstehungsgeschichte der Grounded Theory äußerten sich Strauss und Glaser folgendermaßen:
„Wir entschieden Mitte 60, ein Buch über Methoden zu schreiben. Wir spürten schon, dass Veränderungen in der Luft lagen, denn wir wollten für die ‚Kids‘ schreiben - Leute über 30 schienen uns schon zu festgelegt. Barney hatte das bessere Gefühl, dass ein solches Buch ankommen würde, ich war skeptischer, weil ich älter war. Der Titel ‚the discovery of grounded theory‘ zeigt schon, worauf es uns ankam, nicht wie üblich mit Schullehrbüchern die Überprüfung von Theorie, sondern deren Entdeckung aus den Daten heraus. ‚Grounded-Theory‘ ist keine Theorie, sondern eine Praktik, um die in den Daten schlummernde Theorie zu entdecken.“
Sie erläuterten das Verfahren zusammenfassend:
„[Die gegenstandsverankerte Theorie] wird durch systematisches Erheben und Analysieren von Daten, die sich auf das entdeckte Phänomen beziehen, entdeckt, ausgearbeitet und vorläufig bestätigt. Folglich stehen Datensammlung, Analyse und die Theorie in einer wechselseitigen Beziehung zueinander.“
Das damit beschriebene Vorgehen entspricht der Logik der Abduktion (vgl. Pragmatismus, Charles S. Peirce).

## Komparative Analyse
Die Komparative Analyse wird zur Theoriebildung genutzt. Glaser und Strauss empfehlen dazu die Strategie des theoretischen Samplings (englisch theoretical sampling). Charakteristisch für die Grounded Theory ist der ständige Wechsel von Datenerhebung, -analyse und -auswertung, welche iterativ stattfinden. Konkret heißt dies, dass sich Forschende nach Analyse der ersten Textkorpora zurück ins Feld begeben, um weitere Daten zu erheben. Diese sollen im Idealfall möglichst stark von den bisherigen Daten abweichen, sodass ein maximaler Kontrast erkennbar wird. Wenn möglich, werden die Prozesse solange fortgesetzt, bis die theoretische Sättigung erreicht ist.
Als Datenquellen können diverse (schriftliche) Formate dienen, das narrative Interview zählt zu den am häufigsten verwendeten. Nach der Transkription können an ihm die Kodierungsschritte (offenes, axiales, selektives Kodieren) vorgenommen werden.

## Analyseverfahren

### Methode des permanenten Vergleichs
Eine die Grounded Theory spezifizierende Datenanalysetechnik ist die „Methode des permanenten Vergleichs“. Bei dieser Methode finden die Datensammlung sowie das Kodieren und Analysieren der Daten parallel statt.
Für die Kodierung werden substantielle und theoretische Codes verwendet:
Die substantiellen Codes werden in offene und selektive Codes unterteilt. Zu Beginn der Analyse werden offene Codes verwendet (offene Kodierung). Offene Codes sind z. B. bestimmte Worte, die in den Daten wiederkehrend vorkommen. Die forschende Person sucht anhand der offenen Codes Unterschiede, Gemeinsamkeiten, Handlungsmuster usw. mit dem Ziel, Kategorien bilden zu können. Die Kategorien können gebildet werden, sobald diejenigen Verhaltensmuster identifiziert wurden, die für die Studienteilnehmenden bedeutsam oder problematisch sind. Diese Verhaltensmuster werden auch Kernvariablen genannt. Im zweiten Teil der Analyse kodiert die forschende Person nur noch selektiv (selektive Kodierung), d. h. anhand der entwickelten Kategorien.
Die andere Form von verwendeten Codes sind die theoretischen Codes, die von Glaser entwickelt wurden. Theoretische Codes sind „Themengruppen“, z. B. zum Thema „Strategien“, anhand derer die einzelnen Datensegmente gruppiert werden können. Das Ziel ist, dadurch Beziehungen und Zusammenhänge herausarbeiten zu können (Polit, Tatano Beck & Hungler, 2004).

### Memos
Die forschende Person dokumentiert während der ganzen Analyse ihre Hypothesen und Gedanken, die sie bezüglich der Daten, der möglichen Zusammenhänge usw. hat, in sogenannten Memos. Durch das Niederschreiben wird das Reflektieren über Beziehungen, Muster, Hypothesen usw. gefördert. Dies unterstützt auch die Analyse der Daten (Polit, Tatano Beck & Hungler, 2004).

## Differenzen zwischen Glaser und Strauss
Seit den 1970er Jahren haben sich die von Strauss bzw. von Glaser propagierten Verfahren auseinanderentwickelt. Beide werden weiterhin als Grounded-Theory-Ansatz bezeichnet. Glaser (und das Grounded Theory Institute) steht für ein stärker an Induktion orientiertes Vorgehen, für ein „just do it“ und ein Vertrauen in die Emergenz von Theorien aus Daten, wenn diese nur lang genug analysiert werden. Der Ansatz von Strauss ist stärker an wissenschaftlichen Überprüfbarkeitskriterien ausgerichtet. Jörg Strübing sieht diese Differenzen bereits im grundlegenden Werk The Discovery of Grounded Theory angelegt; dessen Ambivalenzen seien z. T. durch die unterschiedlichen epistemologischen Hintergründe der beiden Autoren erklärbar: „Während Strauss von der pragmatisch vorgeprägten interaktionistischen Sozialtheorie kommt und diese wesentlich weiterentwickelt hat, ist Glaser ein Schüler der positivistisch-funktionalistisch geprägten Columbia School.“
In einem kurz vor seinem Tod geführten Interview nennt Strauss drei Grundelemente, die eine Vorgehensweise, die sich Grounded Theory nennen möchte, enthalten sollte:
„Erstens die Art des Kodierens. Das Kodieren ist theoretisch, es dient also nicht bloß der Klassifikation oder Beschreibung der Phänomene. Es werden theoretische Konzepte gebildet, die einen Erklärungswert für das untersuchte Phänomen haben. Das Zweite ist das theoretische Sampling. Ich habe immer wieder diese Leute in Chicago und sonstwo getroffen, die Berge von Interviews und Felddaten erhoben hatten und erst hinterher darüber nachdachten, was man mit den Daten machen sollte. Ich habe sehr früh begriffen, dass es darauf ankommt, schon nach dem ersten Interview mit der Auswertung zu beginnen, Memos zu schreiben und Hypothesen zu formulieren, die dann die Auswahl der nächsten Interviewpartner nahelegen. Und das Dritte sind die Vergleiche, die zwischen den Phänomenen und Kontexten gezogen werden und aus denen erst die theoretischen Konzepte erwachsen.“

## Zeitgenössische Ausgestaltungen von Grounded Theory
Eine zeitgenössische Version der Grounded Theory, die konstruktivistische Grounded Theory, fußt zwar auf den Vorarbeiten von Glaser und Strauss, stellt jedoch eine Überarbeitung und Verbesserung der Prinzipien der Methode dar. Diese Version grenzt sich insbesondere von Glasers objektivistischem Ansatz ab. Der konstruktivistische Ansatz übernimmt somit die Grundsätze der ursprünglichen Grounded Theory, berücksichtigt aber auch methodologische Entwicklungen in der qualitativen Forschung in den letzten Jahrzehnten. Infolgedessen unterscheidet sich eine konstruktivistische Haltung gegenüber dem Forschungsprozess und -produkt von der frühesten Version der Grounded Theory in den Texten von Glaser und Strauss. Wichtige Beiträge zur konstruktivistischen Grounded Theory stammen insbesondere von Kathy Charmaz und Antony Bryant. In einem Interview sagte Charmaz einmal: „Die Methodik der Grounded Theory [von Glaser und Strauss] war angegriffen worden. Die postmoderne Kritik an qualitativer Forschung hatte ihre Legitimität geschwächt, und Narrativanalytiker kritisierten die Methodik der Grounded Theory für die Fragmentierung der Geschichten der Teilnehmer. Daher wurde die Grounded-Theory-Methodik allmählich als veraltete Methodik angesehen, und einige Forscher befürworteten ihre Aufgabe.“ Während Charmaz einigen der erkenntnistheoretischen Kritiken zustimmte, war sie der Meinung, dass einige der Strategien von Grounded Theory – wie Kodierung, Verfassen von Memos und theoretisches Sampling – hervorragende Werkzeuge auch für einen konstruktivistischen Ansatz blieben.